# Deadly Blessing
Deadly Blessing (Brasil: Bênção Mortal / Portugal: A Bênção do Anjo Negro)  é um filme de terror produzido nos Estados Unidos  em 1981, escrito por Glenn M. Benest e Matthew Barr e dirigido por Wes Craven.

## Elenco
- Maren Jensen...  Martha Schmidt
- Sharon Stone...  Lana Marcus
- Susan Buckner...  Vicky Anderson
- Jeff East...  John Schmidt
- Colleen Riley ... Melissa
- Douglas Barr...  Jim Schmidt
- Lisa Hartman...  Faith Stohler
- Lois Nettleton...  Louisa Stohler
- Ernest Borgnine...  Isaiah Schmidt
- Michael Berryman...  William Gluntz
- Kevin Cooney...  Sheriff

## ligações externas
- Deadly Blessing. no IMDb.
- Deadly Blessing no AllMovie (em inglês)
- Benção Mortal no Cineplayers